# 博多解放猛虎力量
博多解放猛虎力量（Bodo Liberation Tigers Force），又称博多猛虎解放组织，为印度阿萨姆邦博多地区的一个武装组织。其主要目的是要求博多地区脱离阿萨姆邦。该组织领导人与全博多学生联盟组成了一个政党-博多人民进步阵线。
2003年，该组织与阿萨姆邦政府达成和解备忘录，该组织逐步放下武器。